# 難波田龍起
難波田 龍起（なんばた たつおき、1905年8月13日 - 1997年11月8日）は、日本の洋画家。北海道旭川市出身。絵画作品のほか、詩集もある。二男の難波田史男も画家である。

## 来歴・人物
北海道旭川市生まれ。1923年早稲田第一高等学院に入学、高村光太郎に出会って美術に関心を抱く。早稲田大学政経学部中退。川島理一郎に師事し、1929年国画会に初入選。1935年フォルム展、1936年アヴァンギャルド芸術家クラブ結成に参加する。1937年には自由美術家協会の創設に参加し、1938年に同協会会員となる。戦後は、戦後抽象画家として活動、現代日本美術展や日本国際美術展などでも活躍した。1959年に自由美術家協会を退会し、以後は個展を中心に活動した。
1971年、紺綬褒章受章（以後5回受章）。1987年、東京国立近代美術館で『今日の作家 難波田龍起展』を開き毎日芸術賞を受賞。1995年、北海道新聞文化賞を受賞。1996年に文化功労者として表彰された。

## 著書
- 『抽象』緑地社 1956
- 『古代から現代へ 私の絵画思考』造形社, 1970
- 『生活のなかに美術を 造形のすべて』造形社 1977
- 『難波田龍起詩集』小沢書店 1994
- 『難波田龍起全版画作品集』阿部出版 1998
- 『難波田龍起作品集』三和研磨工業 1999

## 関連書籍
- 柴橋伴夫『青のフーガ難波田竜起』響文社 2003